# Walter Schmitt Glaeser
Walter Schmitt Glaeser (* 2. Oktober 1933 in München; † 11. Juni 2024) war ein deutscher Jurist und Hochschullehrer mit dem Arbeitsschwerpunkt Staatsrecht. Er war von 1994 bis 1996 Präsident des Bayerischen Senats.

## Leben
Nach dem Studium der Rechtswissenschaften legte er 1957 bzw. 1961 die beiden juristischen Staatsprüfungen ab. 1959 erfolgte die Promotion, 1968 die Habilitation. Ab 1969 war er Professor für öffentliches Recht an der Philipps-Universität Marburg. Ab 1970 war er Verfasser eines Standardwerks zum Verwaltungsprozessrecht. 1973 wurde er zum Vizepräsidenten der in Gründung befindlichen Universität Bayreuth bestellt. 1975 wurde er Professor für Öffentliches Recht und Verwaltungswissenschaften in Bayreuth. Ab 1987 war er Mitglied des Bayerischen Verfassungsgerichtshofes und des Bayerischen Senats, wo er von 1994 bis 1996 als dessen Präsident wirkte. Sein eher konfrontativer Stil als Präsident war einer der Mitauslöser für das Volksbegehren „Schlanker Staat ohne Senat“, das mit der Abschaffung des bayerischen Senats im Jahr 2000 endete. 1994/95 war Schmitt Glaeser Vorsitzender der Vereinigung der Deutschen Staatsrechtslehrer.
Schmitt Glaeser wurde 2001 emeritiert. Er war CSU-Parteimitglied.

## Werke (Auswahl)
- Mißbrauch und Verwirkung von Grundrechten im politischen Meinungskampf. Gehlen, Bad Homburg 1968 (= Habilitationsschrift Universität Tübingen).

- Kabelkommunikation und Verfassung. Das privatrechtliche Unternehmen im "Münchner Pilotprojekt" (= Schriften zum öffentlichen Recht, Bd. 364). Duncker & Humblot, Berlin 1979, ISBN 3-428-04454-1.

- Die Stellung der Bundesländer bei einer Vereinigung Deutschlands (= Schriften zum öffentlichen Recht, Bd. 582). Duncker & Humblot, Berlin 1990, ISBN 3-428-06900-5.

- Private Gewalt im politischen Meinungskampf. Zugleich ein Beitrag zur Legitimität des Staates (= Schriften zum öffentlichen Recht, Bd. 586). 2. Aufl. Duncker & Humblot, Berlin 1992, ISBN 3-428-07520-X.

- mit Oskar Tschira: Verwaltungsprozeßrecht. 2. Auflage. Boorberg, Stuttgart 1975 (1. Auflage wurde nur von Oskar Tschira verantwortet); ab der 9. Auflage 1988 als Alleinautor; 15. Auflage 2000.
- Der freiheitliche Staat des Grundgesetzes. Mohr Siebeck, Tübingen 2008, ISBN 3-16-149711-2; 3. Auflage 2016, ISBN 978-3-16-154457-6.